# Pharbaethos
Pharbaethos ou Pharbaetus est une ancienne ville d'Égypte antique située à l'emplacement de la ville actuelle d'Horbeit. Elle était la capitale du 11e nome de Basse-Égypte. 
Pharbaethos est aujourd'hui un siège titulaire de l'Église catholique. 

## Situation géographique
Le site de Pharbaethos est situé dans le delta du Nil à l'emplacement du village actuel de Hurbît (ou Horbeit), situé à quatre kilomètres au nord-ouest de la ville d'Abou Kabir,,.
La ville est mentionnée par les géographes grecs Hérodote, Pline l'Ancien, Étienne de Byzance et Ptolémée parmi les villes importantes de la région,.

## Histoire
Pharbaethos était l'une des principales étapes de la route d'Alexandrie à Péluse. Elle devient à l'époque chrétienne l'un des sièges épiscopaux de la province d'Égypte, comme d'autres villes importantes situées sur cet axe.
Jean de Nikiou relate dans ses chroniques que des clercs de la province ont mis à mort le gouverneur grec Théophile durant le règne de l'empereur byzantin Phocas.
Comme la plupart des anciens chefs-lieux de nomes de Basse-Égypte, Pharbaethos a disparu à l'époque moderne.

## Toponymie
La ville est désignée en grec ancien par le nom Φάρβαιθος (Phárbaithos), devenu Pharbaethos en latin. Son nom provient du copte Horbeit.
À l'époque moderne, celle-ci est aussi connue sous le nom de Pharbaetus.

## Siège épiscopal

### Durant l'Antiquité
Durant l'Antiquité tardive, Pharabaetos est un siège épiscopal de la province romaine d'Augustamnique Secunda, suffragant du diocèse de Léontopolis.
Son existence au IVe siècle est attestée à travers la liste des participants au concile de Nicée en 325. Son évêque, Arbition, figure parmi la liste des douze évêques de la province d'Égypte dont la présence est rapportée lors de l'événement.

### À l'époque médiévale
Le théologien et orientaliste français Eusèbe Renaudot mentionne l'existence d'un évêque de Pharbaethos en 1086 nommé Theodorus dans son Historia patriarcharum alexandrinorum mais il est possible que celui-ci ait été évêque d'une ville portant le même nom située plus à l'ouest.

### Siège titulaire de l'Église catholique à l'époque moderne
Depuis 1889, Pharbaetus compte parmi les sièges titulaires de l'Église catholique. 
Le titre d'évêque de Pharabetus n'a pas été décerné depuis la mort en 1986 de son dernier titulaire, Mgr Francisco Espino Porras, évêque auxiliaire émérite de Chihuahua (Mexique).

### Liste des évêques de Pharbaetus

#### Évêques grecs
- Arbition (vers 325)[11],[12]
- Theodorus (1086)

#### Évêques titulaires
| Début            | Fin               | Nationalité            | Nom                        | Fonction exercée                       |
| ---------------- | ----------------- | ---------------------- | -------------------------- | -------------------------------------- |
| 28 décembre 1899 | 26 janvier 1933 † | France                 | Stanislas-François Jarlin  | Vicaire apostolique de Pékin           |
| 8 mars 1933      | 7 février 1939 †  | Italie                 | Giacinto Gaudenzio Stanchi | Vicaire apostolique de Changsha (en)   |
| 6 juin 1939      | 18 août 1940      | Royaume de Yougoslavie | Smiljan Franjo Čekada (de) | Évêque auxiliaire de Sarajevo          |
| 15 janvier 1941  | 25 juillet 1942   | France                 | Georges Debray             | Évêque coadjuteur de Meaux             |
| 27 février 1943  | 25 juin 1986 †    | Mexique                | Francisco Espino Porras    | Évêque auxiliaire émérite de Chihuahua |